# Апостол Пётр (корабль)
«Апостол Пётр» — 36-пушечный парусный корабль Азовского флота России, находившийся в составе форта с 1696 по 1711 год, один из двух кораблей-галеасов. Во время службы принимал участие в Керченском походе 1699 года и совершал плавания в Азовском море, а при передаче Азова туркам был оставлен в городе.

## Описание корабля
Один из двух плоскодонных кораблей-галеасов с прямым парусным вооружением, построенных в Воронеже. При строительстве оба корабля иностранными мастерами были причислены к галеасами, фактически же согласно европейской классификации конца XVII века они относились к кораблям 5 ранга по классификации, более того, спустя три года после постройки во всех документах они числились кораблями. Водоизмещение судна составляло 700 тонн, длина по сведениям из различных источников от 32 до 34,4 метра, а ширина от 7 до 7,61 метра. Помимо парусного вооружения корабль был оборудован 15-ю парами вёсел. Экипаж судна состоял из 125 человек, а артиллерийское вооружение из 36-и орудий.

## История службы
Корабль «Апостол Пётр» был заложен на Воронежской верфи в марте 1696 года и после спуска на воду 26 апреля (6 мая) того же года вошёл в состав Азовского флота. Строительство вёл корабельный мастер А. Мейер. Через 2 дня после спуска на воду недостроенным вышел на веслах из Воронежа к Азову в сопровождении пяти стругов с материалами и достраивался уже в пути. 14 мая прибыл к Черкасску, во осаде Азова участия не принимал, во время штурма крепости стоял у Новосергиевска. 
В августе 1696 года выходил в Азовское море для манёвров и артиллерийских стрельб. В мае следующего года также совершал плавания в Азовском море. Принимал участие в Керченском походе 1699 года. 23 июня вышел из Азова в Таганрог в составе эскадры адмирала Ф. А. Головина. C 5 по 7 августа эскадра разделилась на два отряда и совершала манёвры в Таганрогском заливе, а с 14 по 18 августа перешла в Керчь. 31 августа корабль вместе с эскадрой вернулся в Таганрог, а 13 ноября — в Азов. 
В 1710 году стоял в Азове, при осмотре в том же году оказался «гнил и в починку не годен». После передачи в соответствии с условиями Прутского мирного договора Азова Турции в 1711 году был оставлен в городе.

## Командиры корабля
Командирами корабля «Апостол Пётр» в разное время служили:
- А. Мейер (1696—1698 годы);
- А. Фогт (1699 год).

### Комментарии
1. ↑  Второй «Апостол Павел»[1].
2. ↑  113 футов.
3. ↑  25 футов.